# Triplectides rudis
Triplectides rudis là một loài Trichoptera hóa thạch trong họ Leptoceridae.